# Dorian Magazine
Dorian är ett varumärke som ägs av Dorian Communication, och bland annat omfattar tidskriften Dorian Magazine. Målgruppen är homosexuella män.